# Eupithecia sectilinea
Eupithecia sectilinea är en fjärilsart som beskrevs av Claude Herbulot 1988. Eupithecia sectilinea ingår i släktet Eupithecia och familjen mätare. Inga underarter finns listade i Catalogue of Life.